# Arnold Schütz
Arnold Schütz (19. januar 1935 - 14. april 2015) var en tysk fodboldspiller (midtbane/forsvarer) fra Bremen. 
Schütz tilbragte hele sin aktive karriere, fra 1955 til 1972, hos Werder Bremen i sin fødey. Her var han med til at vinde det tyske mesterskab i 1965 og landets pokalturnering i 1961.

## Titler
Bundesligaen
- 1965 med Werder Bremen

DFB-Pokal
- 1961 med Werder Bremen